# Bróker de mensajería

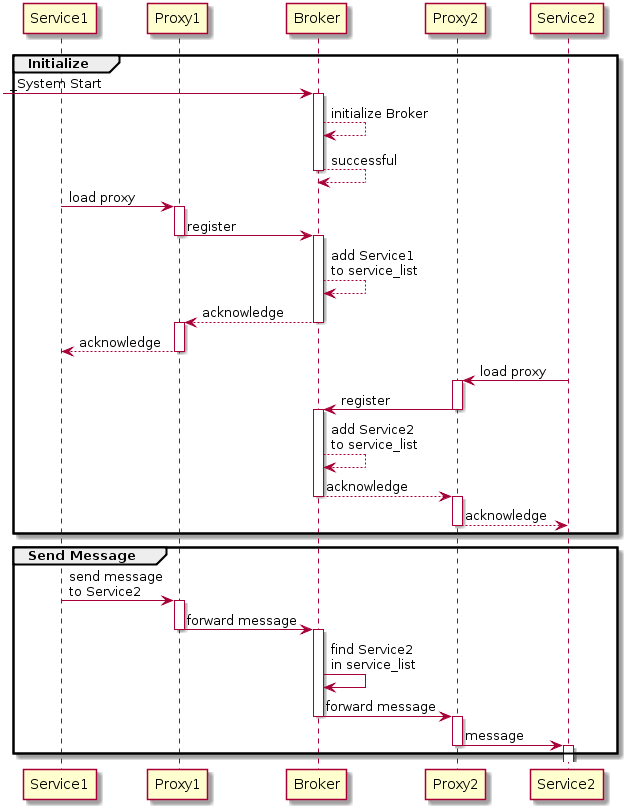
Diagrama de secuencia del patrón bróker de mensajería

En software de sistemas, un bróker de mensajería (del inglés message broker) es un programa intermediario que traduce los mensajes de un sistema desde un lenguaje a otro, a través de un medio de telecomunicaciones.

## Patrón
Un bróker de mensajería es un patrón arquitectónico para la validación, la transformación y el ruteo de mensajes.
Es un mecanismo mediador de la comunicación entre aplicaciones, permitiendo minimizar el grado de conocimiento mutuo que estas aplicaciones necesitan tener, para poder intercambiar mensajes, implementando así efectivamente su desacoplamiento.
El propósito del bróker es recibir los mensajes entrantes desde las aplicaciones y llevar a cabo determinadas acciones con ellas. He aquí algunos ejemplos de posibles acciones a emprender por parte del bróker:
- Rutear mensajes a una o más destinaciones distintas
- Transformar mensajes a una representación alternativa
- Realizar una agregación de mensajes, descomponer mensajes en varios mensajes componentes, reenviándolos a sus respectivos destinos, para posteriormente recomponer las respuestas en un único mensaje que será remitido al usuario
- Interactuar con un depósito externo para aumentar un mensaje o almacenarlo
- Invocar un servicio Web para consultar datos
- Responder a eventos o errores
- Proveer un ruteo de los mensajes basado en su contenido o en sus tópicos empleando el modelo de publica/suscribe

## Funcionalidad del bróker
Existen numerosos patrones de mensajería (como publica/suscribe) que pueden operar sin un bróker de mensajería. Un patrón que sí requiere la intervención de un bróker de mensajería es el de las colas de trabajos, es decir, colas de mensajería manejadas por múltiples receptores. Se requiere que tales colas tengan un mecanismo único y central de administración, transacción y generalmente también almacenamiento confiable.

## Lista de software de bróker de mensajería
- DIPS Message Broker[2]
- Apache ActiveMQ
- OpenAMQ
- Comverse Message Broker (Comverse Technology)
- Antares Enovacom
- eSCL Message Broker[3] (Interface & Control Systems)
- FUSE Message Broker (enterprise ActiveMQ)
- Financial Fusion Message Broker (Sybase)
- JBoss Messaging (JBoss)
- Microsoft BizTalk Server[4] (Microsoft)
- Oracle Message Broker (Oracle Corporation)
- Oracle Tuxedo[5]
- Proteus, una implementación open source[6] por Info-Scape
- WebSphere Message Broker (IBM)
- webMethods Message Broker[7] (webMethods Message Broker)
- Cloverleaf (E-Novation Lifeline)
- SAP PI[8] (SAP AG)
- Sapo Broker[9] (Portugal Telecom)
- Python Message Service[10]
- e-Biz Impact (Sybase, Inc)[11]
- Spread Toolkit
- Niklas message broker by Copernicus[12]
- RabbitMQ (Mozilla Public License, written in Erlang)
- Axway Integration Broker[13]
- JORAM